# Finnish Open 2016
Die Finnish Open 2016 fanden vom 7. bis zum 10. April 2016 in der Energia Areena in Vantaa statt. Es war die 19. Austragung dieser internationalen Meisterschaften von Finnland im Badminton.

## Medaillengewinner
| Disziplin    | Gold                                | Silber                         | Bronze                           |
| ------------ | ----------------------------------- | ------------------------------ | -------------------------------- |
| Herreneinzel | Kanta Tsuneyama                     | Nguyễn Tiến Minh               | Emil Holst                       |
| Herreneinzel | Kanta Tsuneyama                     | Nguyễn Tiến Minh               | Kęstutis Navickas                |
| Dameneinzel  | Anna Thea Madsen                    | Rira Kawashima                 | Rei Nagata                       |
| Dameneinzel  | Anna Thea Madsen                    | Rira Kawashima                 | Mette Poulsen                    |
| Herrendoppel | Mathias Christiansen David Daugaard | Adam Cwalina Przemysław Wacha  | Takuro Hoki Yugo Kobayashi       |
| Herrendoppel | Mathias Christiansen David Daugaard | Adam Cwalina Przemysław Wacha  | Kasper Antonsen Niclas Nøhr      |
| Damendoppel  | Misato Aratama Akane Watanabe       | Samantha Barning Iris Tabeling | Linda Efler Lara Käpplein        |
| Damendoppel  | Misato Aratama Akane Watanabe       | Samantha Barning Iris Tabeling | Rira Kawashima Saori Ozaki       |
| Mixed        | Mathias Christiansen Lena Grebak    | Niclas Nøhr Sara Thygesen      | Søren Gravholt Maiken Fruergaard |
| Mixed        | Mathias Christiansen Lena Grebak    | Niclas Nøhr Sara Thygesen      | Ruben Jille Iris Tabeling        |